# Дюндар-бей Хамидид
Фелекюддин Дюндар-бей (тур. Feleküddin Dundar Bey, ум. не позднее 1327) — правитель бейлика Хамидогуллары, внук основателя бейлика и династии, Хамида-бея.
Дюндар присоединил к своему бейлику Аланию и поставил править в ней своего брата, давшего начало линии Тек(к)е.

## Биография

### Начало правления
Мунеджимбаши Ахмед Деде упоминал Хамида-бея и Дюндара-бея, как одного и того же правителя с именем «Feleküddin Hamit». Затем длительное время историки считали, что Дюндар был сыном Хамида, но Фуат Кёпрюлю обнаружил на одной из книг 1330 года из Ташмедресе надпись «Дюндар бин Ильяс бин Хамид», которая прояснила родственные связи Хамида и Дюндара. Никакой другой информации об отце Дюндара, Ильясе, не обнаружено. Возможно, после смерти Хамида-бея ему наследовал его сын Ильяс, а после Ильяса-бея управление бейлика перешло к его старшему сыну Дюндару-бею. Точные даты смерти Хамида и вступления на трон Дюндара неизвестны, согласно Б. Учок оба события произошли не позднее 1314/15 года.

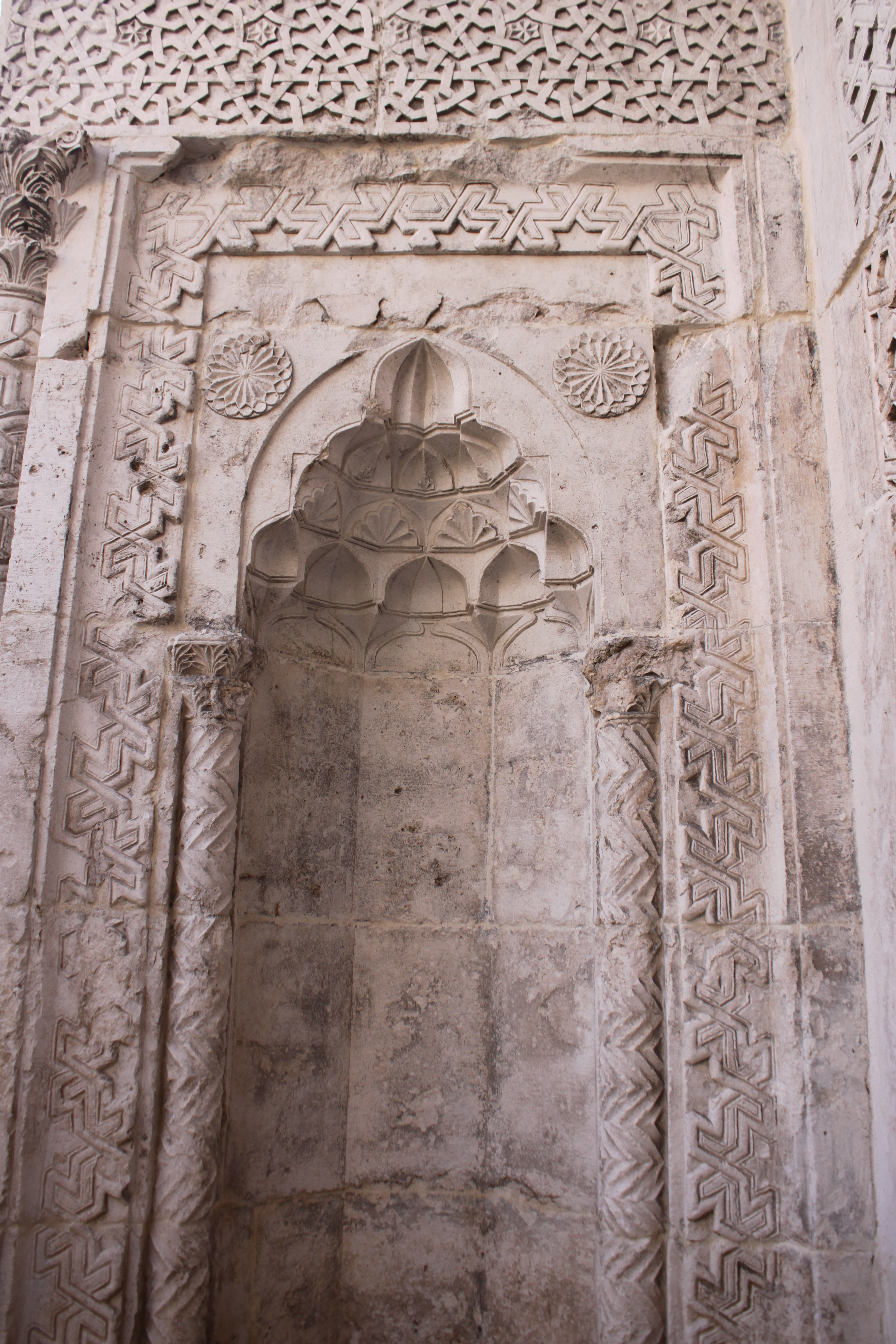
Ташмедресе

При жизни своего деда Хамида-бея Дюндар управлял Эгридиром и Бурдуром, имея широкие полномочия, это подтверждается Ташмедресе, построенным Дюндаром в  700 (1300—1301) в Эгридире, и надписью на эгридирской мечети Улуджами, в которой Дюндар назван «мелик-у-умера» — титул главнокомандующего в период сельджуков.
Дед Дюндара, Хамид, правил из Улуборлу. В связи с расширением бейлика Дюндар перенёс столицу в более укреплённое место — Эгридир, который во времена Сельджукского султаната использовался в качестве летнего курорта для султанов-сельджуков. Отсюда Дюндар бей получил возможность контролировать пути между Коньей и Анталией. Дюндар дал Эгридиру новое название в честь себя — Фелекабад. Это произошло около 1307 года, поскольку на монетах до этого года город назывался Эгридир, а на монете  707 года (1307/08) уже указан Фелекабад. Современные Дюндару источники отмечали, что туркмены-хамидоглу жили между Коньей и Анталией и что город, построенный их меликами, назывался Фелекуддин или Фелекбар.
Дюндар-бей за короткое время захватил Асикараагач (Âsikaraağaç), Ешилову и Тефенни, расширив территорию до Денизли и Гермияногулларов с одной стороны и до побережья с другой. В 1312 году он захватил Гёльхисар и Коркутели и стоял у стен Антальи. Обеспокоенный массовым неповиновением беев ильхан Олджейту летом 1314 года отправил эмира Чобана в Анатолию с большой армией для их усмирения. В июле 1314 года Фелекюддин Дюндар-бей, как и другие беи, явился к Чобану с дарами и заверил свою лояльность. Вернувшись в Фелекабад, Дюндар бей в  714 году (1314-15) чеканил серебряные монеты от имени Олджейту и каждый год отправлял налог в размере 4000 динаров.

### Завоевание Анталии
Когда Чобан покинул Анатолию в конце 1316 года, а Олджейту умер, Дюндар снова начал завоевания, воспользовавшись борьбой за власть в монгольском государстве. В этот период он захватил Анталию (между 1316 и 1318 годами) и, согласно тюркской традиции, оставил правителем города своего родственника — брата Юнуса, чем положил начало южной ветви династии Хамидидов — Теке. Абу-ль Фида, опираясь на Ибн Хаукаля, писал, что некий Сабит Ибн Аль-Хамид захватил Анталию, И. Узунчаршилы отождествлял Сабита с Хамидоглу Ильясом или Ильясоглу Юнусом. Аль-Калкашанди назвал Дюндара правителем Хамидогулларов, его брата Юнуса и Аль-Калкашанди, и Аль-Умари называли беем Анталии. Другой брат Дюндара, Ферхад, правил в бывшей столице, Улуборлу. Один из сыновей Юнуса-бея был назначен эмиром Коркутели, как указано в эпиграфе над воротами медресе Синанеддина, возведённого в Коркутели в 1319 году. Аль-Калкашанди называл этого сына Юнуса Хызыр Синануддин.
Али Языджизаде (автор написанной в XV веке Истории сельджуков) писал, что соседи Дюндара-бея — Айдын, Сарухан и Ментеше — некоторое время находились под его покровительством, потому что они платили ему налог, а также обязались отправлять ему солдат. Хотя эти сообщения сомнительны, но они показывают, что влияние Дюндара-бея сильно выросло после захвата Антальи. Захватив Анталию, Дюндар-бей перестал признавать власть ильханов. Аль-Калкашанди писал, что, пользуясь своей возросшей мощью, Дюндар-бей объявил себя султаном. В 1321 году он начал чеканить монеты не упоминая на них имени ильхана Абу Саида Бахадура Хана.

### Последние годы
Сын Чобана, Тимурташ, был назначен бейлербеем Анатолии. Он принял жёсткие меры, чтобы восстановить господство ильханов в Анатолии и усмирить туркменских беев. Сначала он напал на Караманидов, но, разорив бейлик, он не смог захватить укрывшихся в крепостях членов династии. Чтобы не тратить время, Тимурташ напал на Эшрефидов. После захвата Бейшехира 9 октября 1326 года он жестоко расправился с Эшрефоглу Сулейманом: отрезал ему нос, уши, кастрировал и выколол глаза, затем он убил бея и бросил в озеро Бейшехир.
Затем Тимурташ напал на Дюндара-бея, считавшегося самым могущественным из туркменских беев, и окружил Фелекабад. Дюндар не смог оказать сопротивления и бежал в Аланию, где правил его племянник, сын Юнуса — Махмуд. Сыновья Дюндара тоже скрылись. Махмуд, боялся гнева Тимурташа, поэтому выдал ему дядю. Неизвестно точно, когда Тимурташ казнил Дюндара. Б. Учок предполагала, что Дюндар был казнён между 1317 и 1320 годами, в некоторых источниках дата смерти Дюндара-бея указывается как 1324 год, однако Узунчаршылы писал, что казнь произошла сразу же после убийства Эшрефоглу Сулеймана-бея в октябре 1326 года. К началу 1327 года Дюндара уже не было в живых.
Неизвестно, где Дюндар был похоронен. Т. Эрдем писал, что могила бея находится у ворот замка в Эгридире.
Сын Дюндара, Исхак-бей уехал в Каир, желая отомстить за отца. Перед лицом мамлюкского султана Исхак обвинил Тимурташа в убийстве Дюндара и потребовал наказания для убийцы. Мелик ан-Насир поставил Исхака и Тимурташа лицом к лицу и дал Исхаку обвинить убийцу отца, а затем попросил у Тимурташа объяснений. Позже султан признал Тимурташа виновным. Послы правителя ильхана Абу Саида Хана требовали выдать им Тимурташа, в итоге султан, что самым лучшим будет казнить Тимурташа. В августе 1328 года убийца Дюндара был казнён.
Известно, что у Дюндара-бея было девять городов и пятнадцать замков кроме Анталии, в его войске около 30 000 солдат.